# 東亞毛綿蘚
東亞毛綿蘚（学名：Pylaisiadelpha fauriei）为錦蘚科毛綿蘚屬下的一个种。

## 扩展阅读
- 維基物種上的相關：東亞毛綿蘚